# Ökna vita vintergylling
Ökna vita vintergylling är en äppelsort som har fått sitt namn från Ökna gård i Södermanland, Sverige. Äpplet som är medelstort har ett slätt, glänsande skal som har en närmast rosa och gul färg. Köttet som är saftigt har en syrlig smak. Ökna vita vintergylling mognar i december och kan därefter lagras till april. Äpplet passar både som ätäpple som i köket. I Sverige odlas Ökna vita vintergylling gynnsammast i zon 1–3.